# مايك اولسن
مايك اولسن (بالإنجليزية: Mike Olsen)‏ هو سائق سباق أمريكي، ولد في 8 فبراير 1968 في North Haverhill, New Hampshire ‏ في الولايات المتحدة.

## وصلات خارجية
- مايك اولسن على موقع Racing-Reference.info (الإنجليزية)